# Weigelia (geslacht)
Weigelia is een geslacht van kevers uit de familie bladkevers (Chrysomelidae).
De wetenschappelijke naam van het geslacht werd in 2005 gepubliceerd door Medvedev.

## Soorten
- Weigelia fritzlari Medvedev, 2005